# 羅卡貝拉山
46°26′51″N 9°40′53″E / 46.44745°N 9.68142°E

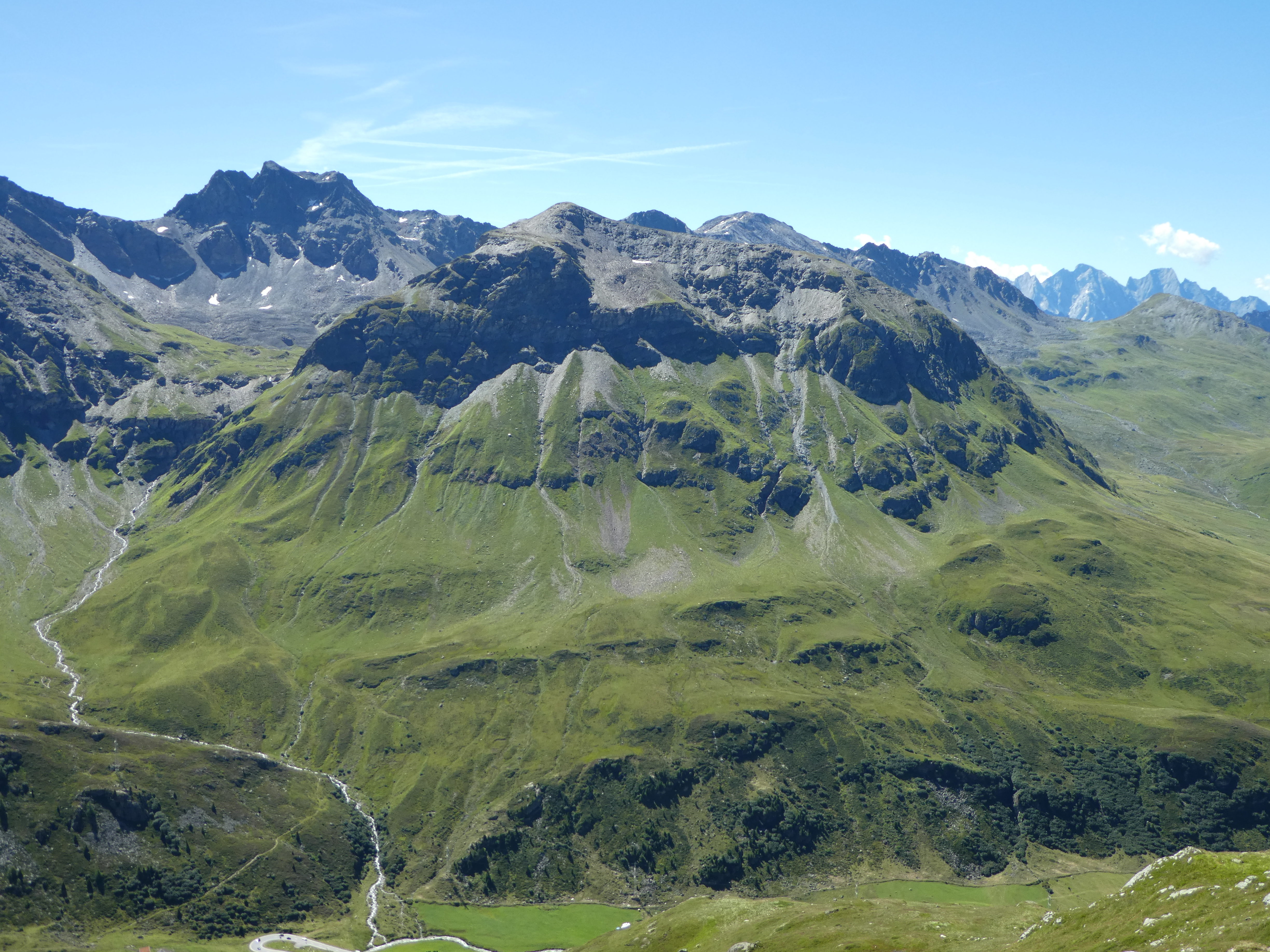

羅卡貝拉山（Roccabella），是瑞士的山峰，位於該國東南部，由格勞賓登州負責管轄，屬於阿爾布拉山脈的一部分，海拔高度2,730米，每年平均降雨量1,693毫米。